# The Marc Pease Experience
The Marc Pease Experience est un film américain de Todd Louiso sorti en 2009.

## Synopsis
Marc Pease a quitté le lycée depuis dix ans mais continue à vivre dans le passé, et à se souvenir continuellement de la période où il était la star du groupe de musique du lycée. Un jour il rencontre son ancien professeur et son mentor, M. Jon Gribble.

## Fiche technique
- Musique : Christophe Beck
- Directeur de la photographie : Tim Suhrstedt (en)
- Montage : Julie Monroe
- Distribution des rôles : Craig Fincannon, Lisa Mae Fincannon et Richard Hicks
- Création des décors : Maher Ahmad
- Décorateur de plateau : Bryony Foster
- Création des costumes : Daniel Orlandi (en)
- Distributeur : Paramount Vantage

## Distribution
- Jason Schwartzman : Marc Pease
- Ben Stiller : M. Jon Gribble
- Anna Kendrick : Meg Brickman
- Jay Paulson : Gerry
- Ebon Moss-Bachrach : Gavin
- Gabrielle Dennis : Tracey
- Amber Wallace : Ilona
- Shannon Holt : Debbie
- Austin Herring : Mr. Edwards
- Ed Wagenseller : Science Teacher
- Kelen Coleman : Stephanie
- Joe Inscoe : Mr. Brickman
- Matt Cornwell : Rick Berger
- Lou Criscuolo : Benny Berger
- Shon Blotzer : Jeff Bluff
- Debra Nelson: Woman at Luncheon
- Bridget Gethins : Craig's Mother
- Zachary Booth : Craig
- Carissa Capobianco : Jen
- Cameron Arnett :  Mr. Pleased
- B.J. Arnett : Mrs. Pleased
- Cullen Moss : Young Father
- Brittney McNamara : Dorothy
- Jared Grimes : The Wiz
- Chaz McNeil : The Scarecrow
- Dylan Hubbard : Tin Man
- Tyler O'Neal Easter : Lion
- Millard Darden : Pascal
- Martha Nichols : Tania
- Taylor Kowalski : Rodney
- Jessica Leach : Addaperle